# The Earth Is Not a Cold Dead Place
The Earth Is Not a Cold Dead Place ist das dritte Album der Post-Rock-Band Explosions in the Sky, das am 4. November 2003 veröffentlicht wurde.

## Überblick
Explosions in the Sky passten Your Hand in Mine für den Soundtrack zum Film Friday Night Lights an, zusammen mit anderem Material, das für den Film erstellt wurde. Sie kürzten das Stück von mehr als acht Minuten auf etwa vier Minuten und ergänzten es mit Streicherbegleitung. Teile des Titels, insbesondere das Crescendo bei Minute 6:18 wurden in einer Reihe von Fernsehwerbespots und Radiowerbespots des Energiekonzerns Reliant Energy genutzt. Außerdem wurde der Track im Segment „Local on the 8s“ des Anbieters von Wettervorhersagen The Weather Channel von Juli bis August 2011 und Januar bis Februar 2012 verwendet.
The Only Moment We Were Alone ist im Trailer des Filmes Australia, im Dokumentarfilm Love the Beast, und in Michael Moores Film Capitalism: A Love Story enthalten.
First Breath After Coma wurde 2009 in der Promotion des Fernsehsenders Versus, in einem Clip des Sport-Networks Big Ten Network, in der Werbung des Sportartikelherstellers Under Armour, und im Outro des Skatevideos Good and Evil verwendet. Der Regisseur Shawn Levy nutzte den Titel beim Filmdreh von Real Steel, um Schauspieler Dakota Goyo zum Weinen zu bringen.

## Titelliste
1. First Breath After Coma – 9:33
2. The Only Moment We Were Alone – 10:14
3. Six Days at the Bottom of the Ocean – 8:43
4. Memorial – 8:50
5. Your Hand in Mine – 8:16